# Parascolopsis melanophrys
Parascolopsis melanophrys là một loài cá biển thuộc chi Parascolopsis trong họ Cá lượng. Loài cá này được mô tả lần đầu tiên vào năm 1996.

## Từ nguyên
Từ định danh melanophrys được ghép bởi hai âm tiết trong tiếng Hy Lạp cổ đại: mélănos (μέλανος; "đen") và ὀφρῡ́ς (ὀφρύς; "lông mày"), hàm ý đề cập đến đốm đen hình tam giác ở phía trên và phía sau mắt loài này.

## Phân bố và môi trường sống
P. melanophrys được ghi nhận tại Tây Timor (Indonesia), bang Sabah (Malaysia), tỉnh Madang (Papua New Guinea) và vịnh Davao (Philippines), được tìm thấy ở độ sâu khoảng 200–500 m.

## Mô tả
Chiều dài cơ thể lớn nhất được ghi nhận ở P. melanophrys là 17,7 cm.
Số gai vây lưng: 10; Số tia vây lưng: 9; Số gai vây hậu môn: 3; Số tia vây hậu môn: 7; Số gai vây bụng: 1; Số tia vây bụng: 5.

## Sử dụng
P. melanophrys thường được bán ở các chợ cá trong khu vực phân bố của chúng.